# Плюс-мінус
Плюс-мінус (англ. Plus-minus) — спортивна статистика, яка використовується для вимірювання впливу гравця. Представлена різницею між загальним результатом його команди та команди суперника, коли гравець у грі.

## Хокей із шайбою
У хокеї із шайбою «плюс-мінус» вимірює різницю голів гравця. Якщо забивається гол коли обидві команди грають у повних складах або гол забиває команда, яка має на одного або двох польових гравців менше, ніж команда-суперник, статистика плюс-мінус збільшується на одиницю («плюс») для тих гравців на льоду для команди, яка забила гол, але зменшується на одиницю («мінус») для тих гравців на льоду для команди, яка пропускає гол. Гра у більшості, або голи з булітів виключаються. Ситуації з порожніми воротами (грою без воротаря), розглядаються так само, якщо не йдеться про гру у більшості.
Статистика «плюс-мінус» гравця розраховується для кожної зіграної гри. На статистику безпосередньо впливає загальна продуктивність команди, на яку впливає як атакуюча, так і захисна продуктивність команди в цілому. Протягом багатьох років статистику «плюс-мінус» критикують за її недостатню значущість.